# Ground Floor
Ground Floor ist eine US-amerikanische Sitcom, die vom 14. November 2013 bis zum 10. Februar 2015 vom Fernsehsender TBS produziert und ausgestrahlt wurde.
Der Sender bestellte die Serie bei der Produktionsfirma von Serienschöpfer Bill Lawrence im Mai 2013. Am 6. März 2014 wurde die Serie für eine zweite Staffel verlängert. Die Serie wurde am 13. Februar 2015, drei Tage nach Ausstrahlung des Finales der zweiten Staffel, offiziell eingestellt.

## Handlung
Die Serie folgt Brody (Skylar Astin), einem jungen und erfolgreichen Banker bei Remington Trust, der nach einem One Night Stand mit Jenny (Briga Heelan) entdeckt, dass sie in der Instandhaltungsabteilung des Gebäudes seiner Firma arbeitet. Von hier aus beschäftigen sie sich mit ihren wachsenden Gefühlen für einander, sehr zum Ärger ihrer Kollegen und versuchen, ein Gleichgewicht zwischen ihren sehr unterschiedlichen Arbeitsumgebungen zu finden.

## Episodenliste

### Staffel 1
| Nr. | Titel                       | Erstausstrahlung USA | Regie        | Drehbuch                               | Zuschauer (USA) |
| --- | --------------------------- | -------------------- | ------------ | -------------------------------------- | --------------- |
| 1   | Pilot                       | 14. Nov. 2013        | Gail Mancuso | Dana Klein                             | 1,63 Mio.       |
| 2   | Off to the Races            | 14. Nov. 2013        | Gail Mancuso | Jeff Astrof                            | 1,20 Mio.       |
| 3   | The New Office              | 21. Nov. 2013        | Gail Mancuso | Dana Klein                             | 1,42 Mio.       |
| 4   | The Gift                    | 5. Dez. 2013         | Gail Mancuso | Bill Martin & Mike Schiff              | 1,26 Mio.       |
| 5   | Take Me Out to the Ballgame | 12. Dez. 2013        | Gail Mancuso | Jeff Astrof                            | 1,52 Mio.       |
| 6   | If I Were a Rich Man        | 19. Dez. 2013        | Gail Mancuso | Joel Church-Cooper & Rene Gube         | 1,70 Mio.       |
| 7   | Woman On Top                | 26. Dez. 2013        | Gail Mancuso | Bill Martin & Mike Schiff              | 1,62 Mio.       |
| 8   | Dynamic Duo                 | 2. Jan. 2014         | Gail Mancuso | Jason Belleville                       | 1,52 Mio.       |
| 9   | The Decision: Part One      | 9. Jan. 2014         | Gail Mancuso | Jenny Lee                              | 1,59 Mio.       |
| 10  | The Decision: Part Two      | 16. Jan. 2014        | Gail Mancuso | Jeff Astrof, Bill Martin & Mike Schiff | 1,33 Mio.       |

### Staffel 2
| Nr. | Titel                            | Erstausstrahlung USA | Regie             | Drehbuch                               | Zuschauer (USA) |
| --- | -------------------------------- | -------------------- | ----------------- | -------------------------------------- | --------------- |
| 11  | Unforgiven                       | 9. Dez. 2014         | Gail Mancuso      | Jeff Astrof                            | 1,35 Mio.       |
| 12  | Baked and Toasted                | 16. Dez. 2014        | Phill Lewis       | Bill Martin & Mike Schiff              | 1,43 Mio.       |
| 13  | Space Invader                    | 23. Dez. 2014        | Jodi Hahn         | Jason Belleville                       | 1,28 Mio.       |
| 14  | The Break-ups                    | 30. Dez. 2014        | Jodi Hahn         | Cindy Caponera                         | 1,71 Mio.       |
| 15  | Mano-a-Mansfield                 | 6. Jan. 2015         | Steve Zuckerman   | Joel Church-Cooper                     | 1,43 Mio.       |
| 16  | Love and Basketball              | 13. Jan. 2015        | Phill Lewis       | Laura Moran                            | 1,42 Mio.       |
| 17  | Wicked Wedding                   | 20. Jan. 2015        | Robbie Countryman | Jeff Astrof                            | 1,59 Mio.       |
| 18  | The Mansfield Who Came to Dinner | 27. Jan. 2015        | Phill Lewis       | Bill Martin & Mike Schiff              | 1,67 Mio.       |
| 19  | The Proposal – Part I            | 3. Feb. 2015         | Eric Dean Seaton  | Jason Belleville                       | 1,34 Mio.       |
| 20  | The Proposal – Part II           | 10. Feb. 2015        | Gail Mancuso      | Jeff Astrof, Bill Martin & Mike Schiff | 1,42 Mio.       |